# Agrotis denticulosa
Agrotis denticulosa är en fjärilsart som beskrevs av Hans Daniel Johan Wallengren 1860. Agrotis denticulosa ingår i släktet Agrotis och familjen nattflyn. Inga underarter finns listade i Catalogue of Life.